# 土岐市站
土岐市站（日语：／ Tokishi eki */?）是位於岐阜縣土岐市泉町久尻，屬於東海旅客鐵道（JR東海）中央本線的鐵路車站。

## 車站結構
此站為側式月台1面1線與島式月台1面2線，合計2面3線的地面車站。2座月台之間透過跨線天橋聯繋。

### 月台配置
| 月台 | 路線     | 方向 | 目的地             | 備註                       |
| ---- | -------- | ---- | ------------------ | -------------------------- |
| 1    | 中央本線 | 上行 | 多治見、名古屋方向 |                            |
| 2    | 中央本線 | 上行 | 多治見、名古屋方向 | 始發列車以及一部分上行列車 |
| 3    | 中央本線 | 下行 | 中津川、長野方向   |                            |

## 使用情況
根據「岐阜縣統計書」，此站的1日平均上車人次如下。
- 2006年度 - 5,944人
- 2007年度 - 5,903人
- 2008年度 - 5,882人
- 2009年度 - 5,721人
- 2010年度 - 5,633人
- 2011年度 - 5,600人
- 2012年度 - 5,514人
- 2013年度 - 5,589人
- 2014年度 - 5,305人

## 相鄰車站
東海旅客鐵道
 中央本線
- 「Home Liner瑞浪」停靠站

■快速、■普通
瑞浪（CF14）－土岐市（CF13）－多治見（CF12）

### 曾經存在的路線
東濃鐵道
駄知線
土岐市－神明口

### 來源
1. 1 2  駅構内の案内表記。これらはJR東海公式サイトの各駅の時刻表 （页面存档备份，存于）で参照可能（駅掲示用時刻表のPDFが使われているため。2015年1月現在）。

## 外部連結
- 土岐市 - 東海旅客鐵道